# Picos (kommun)
Picos är en kommun i Brasilien.   Den ligger i delstaten Piauí, i den östra delen av landet, 1 200 km nordost om huvudstaden Brasília. Antalet invånare är 73 417.
Följande samhällen finns i Picos:
- Picos

Omgivningarna runt Picos är huvudsakligen savann. Runt Picos är det glesbefolkat, med 10 invånare per kvadratkilometer.